# زيرملة (بشتكوه)
زيرملة (بالفارسية: زیرمله) هي قرية تقع في إيران في Poshtkuh Rural District. يقدر عدد سكانها بـ 23 نسمة بحسب إحصاء 2016.